# Arnold Rothstein

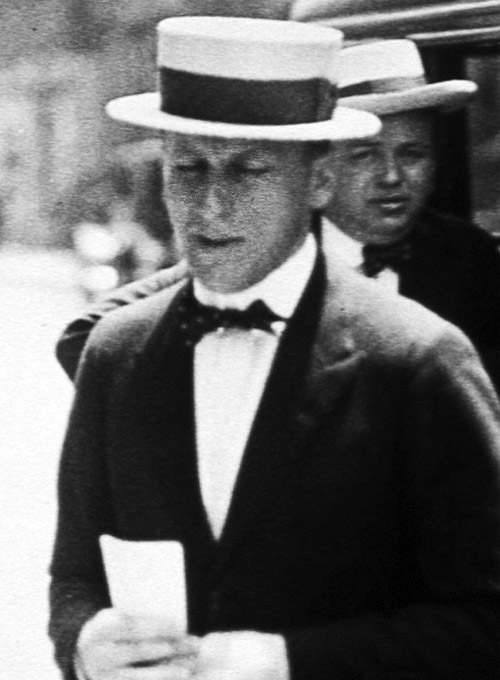
Arnold Rothstein, 1919

Arnold „The Brain“ Rothstein (* 17. Januar 1882 in New York City; † 4. November 1928 ebenda) war ein US-amerikanischer Geschäftsmann, notorischer Spieler und Mobster, der der Kosher Nostra zugerechnet wird. In den Vereinigten Staaten gilt er als eine der wichtigsten Figuren des organisierten Verbrechens, da er entscheidenden Einfluss als Mentor auf Meyer Lansky, Lucky Luciano, Frank Costello und andere ausgeübt hat. Allgemeine Bekanntheit zu seinen Lebzeiten erlangte er durch seine Verwicklung in den „Black Sox Skandal“ von 1919, da er als Hintermann der verschobenen Saison der Baseballliga von 1919 gesehen wurde.

## Leben

### Frühe Jahre
Arnold Rothstein wurde in eine wohlhabende jüdische Familie geboren; sein Vater Abraham Rothstein war ein angesehener Geschäftsmann. Der mathematisch begabte Rothstein entwickelte schon früh Interesse an illegaler Geschäftstätigkeit, während sein älterer Bruder Rabbi wurde. Bereits während seiner Schulzeit beschäftigte er sich mit dem Glücksspiel und verließ mit 16 Jahren die Schule. Einige Zeit arbeitete er als Handelsreisender und wählte dann Billardhallen als seine bevorzugten Aufenthaltsorte. Im Alter von 20 Jahren begann er, sich intensiv mit Sportwetten zu befassen und setzte bei Pferderennen, Baseballspielen, Boxkämpfen, aber auch auf den Ausgang von Wahlen.
Sein Spitzname The Big Bankroll (dt.: Das dicke Geldbündel) hat seinen Ursprung in dieser Zeit, da er ein dickes Geldbündel, aus 100-US-Dollar-Noten bestehend, mit sich herumtrug. 1909 heiratete er die Schauspielerin Carolyn Greene. 1910 siedelte er in den Stadtteil Tenderloin von Manhattan über.

### Sportwetten
1914 wechselte Rothstein die Seiten und wurde selbst Buchmacher; d. h., er bot selbst Wetten in seinem eigenen Wettbüro an. Er engagierte sich intensiv bei den Sportwetten, insbesondere bei Pferderennen. So trat er als Investor einer Rennserie auf dem Havre de Grace in Maryland auf. Bereits damals wurde vermutet, dass er zahlreiche Wetten zu seinen Gunsten manipuliert hatte, da er über ein weitgespanntes Netz an Informanten verfügte. Bereits im Alter von 30 Jahren war er auf diese Weise zum Millionär geworden.

#### Chicago White Sox
Sein Hang, Sportwetten zu manipulieren, fand seinen Höhepunkt 1919. Offenbar hatte Rothstein die World Series der amerikanischen Baseball-Liga manipuliert, indem er Mitglieder des Teams der Chicago White Sox bestochen hatte. In Chicago musste er vor einer Grand Jury aussagen, wo er als unschuldiger Geschäftsmann auftrat, der sich um sein Ansehen sorgte. Da ihm nichts nachgewiesen werden konnte, blieb dieser Prozess die einzige Anklage vor Gericht, der er sich stellen musste. Offenbar hatte Rothstein Abe Attell als Strohmann benutzt, von dem er sich nun distanzierte.
Rothstein zog sich danach aus diesem Geschäft zurück, da er seine potentiellen Geschäftspartner als unzuverlässig ansah. Deshalb ging er auf einen ähnlichen Deal mit Joseph „Sports“ Sullivan nicht mehr ein.

“If a girl goes to bed with nine guys, who's going to believe her when she says the tenth one's the father?”

„Wenn ein Mädchen mit neun Typen ins Bett gegangen war, wer wird ihr glauben, wenn sie sagt, der zehnte sei der Vater?“

#### Travers Stakes
Rothstein war Eigentümer eines Rennpferds namens „Sporting Blood“, das 1921 die Travers Stakes unter merkwürdigen Umständen gewonnen hatte. Offenbar hatte er auch hier die Wette manipuliert, die ursprünglich 3:1 für „Sporting Blood“ stand und Rothstein setzte 150.000 US-Dollar auf sein eigenes Pferd, da ihm bekannt war, dass der zweite Favorit „Pudery“ Fußprobleme hatte. Als kurz vor dem Start „Pudery“ nun überraschend von der Startliste gestrichen wurde, war seinem Pferd der Sieg nicht mehr zu nehmen. Eine Manipulation Rothsteins konnte jedoch nie nachgewiesen werden, und er erzielte einen Wettgewinn von über 500.000 US-Dollar.

### Alkohol
Rothstein investierte schon früh in den Alkoholschmuggel, aber auch in den Drogenhandel. Während der Alkoholprohibition in den USA betrieb er eine Reihe von sogenannten „Speakeasies“ (dt.: Flüsterkneipen), in denen als offenes Geheimnis Alkohol ausgeschenkt wurde. Als seriöser Geschäftsmann blieb er jedoch im Hintergrund und suchte sich Strohmänner und Akteure für diese Geschäftsfelder. Er wurde auf diese Weise eine Art Mentor für Meyer Lansky, Jack „Legs“ Diamond, Charles „Lucky“ Luciano und Dutch Schultz. Dabei soll der ursprüngliche Kontakt über Frank Costello zustande gekommen sein. Rothstein hatte zahlreiche Spitznamen wie „Mr. Big“, „The Fixer“, „The Man Uptown“ und „The Brain“, die seine Rolle als einflussreicher Geldgeber und Bestimmer im Hintergrund beschrieben.
Er vermittelte bei Streitigkeiten zwischen den New Yorker Gangs; als sein Büro fungierte Lindy's Restaurant zwischen Broadway und der 49th Street in Manhattan. Er initiierte u. a. den Broadway Mob von Lucky Luciano und Meyer Lansky und formierte die Seven Group über New York City hinaus.

### Das Ende
Am 3. November 1928 wurde Arnold Rothstein im Park Central Hotel angeschossen und starb am folgenden Tag im Stuyvesant Polyclinic Hospital von Manhattan. Hintergrund soll laut einer Unterweltlegende eine Poker-Veranstaltung über drei Tage gewesen sein, bei der Rothstein 320.000 US-Dollar verloren, sich aber hinterher geweigert haben soll, seine Spielschulden zu bezahlen. Der Spieler George „Hump“ McManus wurde für den Mord festgenommen, aber später freigesprochen. McManus selbst gestand den Mord an Rothstein unabhängig voneinander gegenüber zwei Personen, Hawk McGee, einem Angestellten, sowie seinem alten Weggefährten Alvin C. „Titanic“ Thompson. Eine andere Theorie besagt, dass Dutch Schultz Rothstein aus Rache ermorden ließ, da dieser Joey Noe durch Jack Diamond hatte ermorden lassen. Rothstein wurde auf dem Union Field Cemetery in Queens beerdigt.

## Nachlass
Rothsteins illegale Aktivitäten wurden von Frank Erickson, Meyer Lansky, Bugsy Siegel und anderen Mobstern übernommen. Rothsteins Tod war auch ein Zeichen für den Niedergang der politischen Korruption der Tammany Hall und dem Aufstieg von Fiorello LaGuardia zum Bürgermeister von New York. Insbesondere Dutch Schultz und Lucky Luciano wurden Ziel der Nachforschungen des von LaGuardia eingesetzten Staatsanwaltes Thomas E. Dewey. Dessen Arbeit führte indirekt zum Tod von Schultz und direkt zur Verurteilung und späteren Abschiebung von Luciano.
Zehn Jahre nach Rothsteins Tod erklärte sein überlebender Bruder für Arnolds verbliebene Geschäfte den Bankrott.

## Adaptionen
- In F. Scott Fitzgeralds Roman Der große Gatsby (OT: The Great Gatsby) wird er als „Meyer Wolfsheim“ porträtiert.
- Im 1981 veröffentlichten Film Bis zum letzten Schuß wird er von George DiCenzo dargestellt.
- In Die wahren Bosse – Ein teuflisches Imperium (1991) spielt ihn F. Murray Abraham.
- Rothstein kommt als Charakter in der US-amerikanischen Serie Boardwalk Empire (2010–2013) vor, wo er von Michael Stuhlbarg verkörpert wird.
- In dem Roman Der Junge, der Träume schenkte von Luca Di Fulvio tritt Rothstein als Mentor der Hauptfigur des Romans auf.